# 1981 RF
1981 RF är en asteroid i huvudbältet som upptäcktes den 3 september 1981 av den amerikanske astronomen Norman G. Thomas vid Anderson Mesa Station. 
Asteroiden har en diameter på ungefär 9 kilometer och den tillhör asteroidgruppen Nysa.